# 1,6-hexanodiamina
La 1,6-hexanodiamina, también llamada hexametilendiamina y 1,6-diaminohexano, es una diamina de fórmula molecular C6H16N2.

## Historia
Fue aislada por el médico chileno Adeodato García Valenzuela, mientras realizaba estudios de especialización en Química Fisiológica y siendo parte del equipo de trabajo de los laboratorios del padre de la Bioquímica, dr. Félix Hoppe-Seyler en la Universidad de Estrasburgo, en ese momento parte del Imperio Alemán, en 1894. Fue aislada a partir de la descomposición de tejidos orgánicos, en el grupo de las ptomaínas, y llamada por algún tiempo "sustancia de García".

## Propiedades físicas y químicas
La 1,6-hexanodiamina se presenta como cristales o polvo de color amarillento.
Tiene su punto de fusión a 41 °C y a 204 °C el punto de ebullición. Se descompone cuando la temperatura alcanza los 255 °C.
En fase sólida posee una densidad de 0,840 g/cm³, mientras que la 1,6-dihexanamina gaseosa es cuatro veces más densa que el aire.
Es muy soluble en agua (2 460 g/L a 4 °C) y ligeramente soluble en benceno, etanol y éter.
Es un compuesto estable, higroscópico e inflamable. Es incompatible con agentes oxidantes fuertes, ácidos fuertes y materiales orgánicos.

## Síntesis y usos
La 1,6-hexanodiamina fue descrita por primera vez por Theodor Curtius.
Este compuesto se obtiene por la reducción de adiponitrilo de acuerdo a la reacción:
NC(CH2)4CN  +  4 H2   →    H2N(CH2)6NH2
Su síntesis se lleva a cabo partiendo de ácido adípico y amoniaco para obtener adiponitrilo, el cual sufre una hidrogenación catalítica en fase líquida. Otra forma de producir esta amina es por cloración del butadieno, seguida de una reacción con cianuro sódico —con cloruro cuproso como catalizador— que da lugar a 1,4-dicianobutileno, y subsiguiente hidrogenación.
También se puede sintetizar haciendo reaccionar 1,6-hexanodiol con amoníaco; la reacción se lleva a cabo en fase líquida o supercrítica a una temperatura de 140 °C, siendo catalizada por un complejo homogéneo que contiene rutenio.
La producción de 1,6-hexanodiamina, que alcanza los 1 000 millones de kg anuales, se utiliza en su mayor parte —en torno al 88%— como monómero en la manufactura del nylon 6,6.
Por otra parte, su producto derivado diisocianato de hexametileno (HDI) se usa en la fabricación de poliuretano. Actúa como agente de reticulación en las resinas epoxi.
Esta diamina también se utiliza para revestimientos, como lubricante y en productos para el tratamiento de aguas.
La 1,6-hexanodiamina también se emplea como precursor del azepano, por medio de una reacción a 80 °C - 150 °C, a 30 mmHg - 8 kg/cm² de presión y utilizando como catalizador níquel o cobalto. Otros muchos productos se pueden sintetizar a partir de esta diamina, entre ellos amidas —muconamida o hexa-2t,4t-dienodiamida— o nitrilos —hexa-2t,4t-dienodinitrilo o 3-pentenonitrilo—.
Por otra parte, se ha propuesto el uso de esta diamina en composiciones de agentes antibacterianos que destruyen biopeliculas (ecosistemas microbianos organizados conformados por múltiples bacterias asociadas a una superficie); dichas biopelículas, entre otras cosas, contribuyen a que las células bacterianas desarrollen resistencia a los antibióticos.

## Precauciones
La 1,6-hexanodiamina es moderadamente tóxica, con una LD50 de 792-1127 mg/kg. Si se inhala, puede causar tos, dificultad respiratoria y dolor de garganta. En contacto con piel y ojos puede producir quemaduras y ampollas.
En cuanto a los riesgos medioambientales, en un entorno natural esta diamina existirá como catión 2+. Dado el bajo valor de su coeficiente de partición del carbono orgánico (Koc = 286), esta sustancia es considerada muy móvil en suelos y su elevada solubilidad en agua sugiere que en gran medida se concentrará en la fase acuosa. Experimentalmente, este compuesto presenta una toxicidad baja en peces de agua dulce y solo una toxicidad aguda para el microcrustáceo Daphnia magna y para las especies de algas Selenastrum capricornutum.